# Trolejbusy w Jassach
Trolejbusy w Jassach − zlikwidowany system komunikacji trolejbusowej w rumuńskim mieście Jassy, działający w latach 1985−2006.

## Historia
Trolejbusy w Jassach uruchomiono 1 maja 1985. Sieć liczyła 23 km długości. Ostatnią linię trolejbusową nr 43 zamknięto 3 marca 2006. Do obsługi tej linii posiadano 46 trolejbusów. Po likwidacji linii w zajezdni pozostało 29 trolejbusów gdyby ponownie miano uruchomić trolejbusy.